# Mbembe cross river
Pour les articles homonymes, voir Mbembe.
Ne pas confondre avec le mbembe tigon, une langue du Cameroun et du Nigeria
Le mbembe, aussi appelé mbembe cross river, est une langue cross river du Nigeria, parlée par 100 000 personnes en 1992.

## Écriture
| a | aa | b | bh | ch | d | e | ẹ  | f | ff | fh | g  | gb |
|   |    |   |    |    |   |   |    |   |    |    |    |    |
| i | j  | k | kk | kp | l | m | mm | n | nn | ng | ny | o  |
|   |    |   |    |    |   |   |    |   |    |    |    |    |
| ọ | ọh | p | ph | r  | s | t | tt | u | v  | w  | y  | z  |